# ノーブラ
ノーブラとは、ブラジャーを着けていないことである。

## 概要
ノーブラ（ノー・ブラジャーの略称）は和製英語であり、英語では braless （ブラレス）という。
ブラジャーは思春期（Thelarche）以降の女性（乳房のタナー段階II - V、同II - IVはジュニアブラ）を対象とした下着であるため、ブラジャーの着用を必要としない男性や思春期（Thelarche）前の女性（乳房のタナー段階I）はブラジャーを着けていなくてもノーブラとは言わず、ブラジャーを着用しない代わりにブラジャーの機能がある（ブラジャーと一体化した）衣装を着用していてもノーブラとは言わない。
ノーブラが理由で生じる現象として、胸ポチ、乳揺れ、バストの形状が崩れる、乳房の内部組織が伸びる、衣装が乳首や乳輪と擦れて疼痛や痒みが生じるなどがある。
かつて、日本では和服が中心であったために古くから誰もがノーブラであったが、洋装化と共に思春期以降の女性はブラジャーを着けることが一般的となった。また、1970年代初頭のウーマンリブ運動において、一部の活動家はブラジャーを「女性を拘束する象徴」として敵視し、ブラジャーを焼く、日常生活でブラジャーを着用しないといった活動も見られた。

## 思春期における乳房の成長過程でのノーブラ
1980年頃は中高生向けのジュニアブラしか市販されておらず、当時の小学生はジュニアブラの想定外だった。現在では思春期初来（7歳7か月 - 11歳11か月の間）からジュニアブラを付けるのが望ましいと考えられるようになり、小学生がブラジャーを着けることが想定されている。
1/2成人式（10歳）を迎えたら親と話し合うことを勧めているメーカーが存在する。また、プライベートゾーンを理解し、友人とブラジャーを買いに行く方法もある。
睡眠時は成人型乳房（乳房のタナー段階がV）になるまでブラジャーを着用しない方が良いとされている。